# Земская почта Кирилловского уезда
Зе́мская по́чта Кири́лловского уе́зда — земская почта, организованная земской управой Кирилловского уезда Новгородской губернии. Земская почта Кирилловского уезда существовала с 1870 года. В уезде выпускались собственные земские почтовые марки.

## История почты
Кирилловская уездная земская почта была открыта 01 января 1870 года. Пересылка почтовых отправлений осуществлялась из уездного центра (города Кириллова) в волостные правления уезда дважды в неделю. Первоначально пересылка простых писем была бесплатной, за плату доставлялись частные посылки и денежные почтовые отправления. В 1871 году была введена оплата пересылки всех почтовых отправлений земскими почтовыми марками. С 1898 года доставка всех частных почтовых отправлений стала бесплатной, но в 1901 году плата была восстановлена и опять были выпущены земские почтовые марки.

## Выпуски марок
Для оплаты пересылки почтовых отправлений в 1871 году были выпущены земские почтовые марки. 
В период с 1881 года по 1898 год вышли ещё шесть выпусков марок Кирилловской уездной земской почты, после чего их выпуск прекратился в связи с отменой оплаты пересылки частных почтовых отправлений.
После восстановления платы за пересылку частных почтовых отправлений в 1901 году выпуск земских почтовых марок возобновился. Марки печатались в местных типографиях.
С 1883 года на всех марках был изображён герб Кирилловского уезда.
С 1 января 1910 года выпуск земских почтовых марок Кирилловского уезда был прекращён.

## Гашение марок
Марки гасились чернилами (перечёркиванием) и штемпелями овальной формы.